# فرد کاریرو
فرد کاریرو (به پرتغالی: Helbert Frederico Carreiro da Silva) هافبک اهل برزیل است که در شهر بلو هوریزونته و در تاریخ ۱۸ اوت ۱۹۷۹ به دنیا آمده‌است.
فرد کاریرو در تیم‌های فوتبال Olympic Barbacena سابقهٔ حضور دارد.